# بریدن و سوزاندن

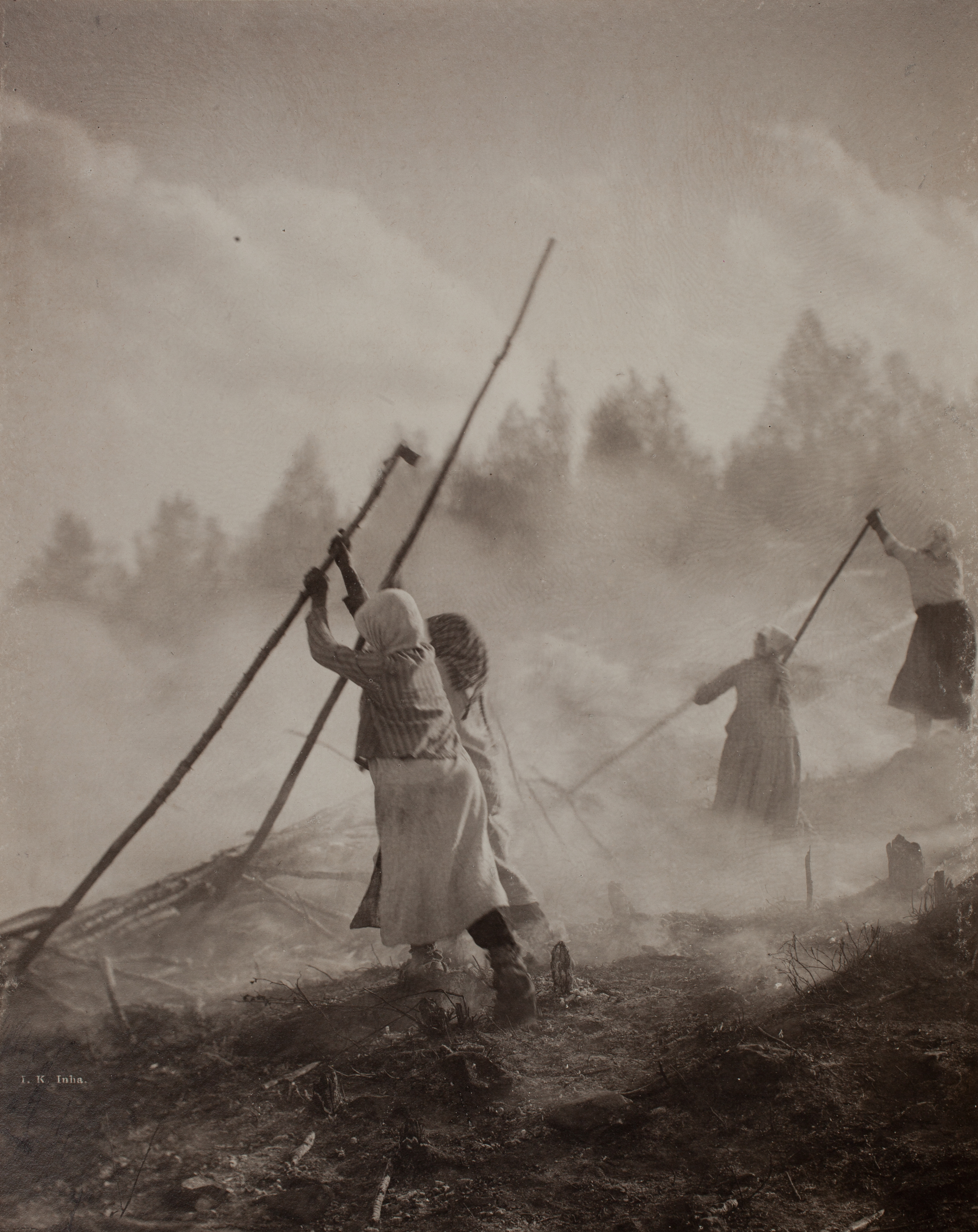
بهره‌گیری از روش ببر و بسوز در انو، فنلاند، ۱۸۹۳

بریدن و سوزاندن، ببُر و بسوز یا زمین‌سوزی، یکی از روش‌های کشاورزی بدوی است که طی آن با بریدن و سوزاندن گیاهان جنگلی، یک قطعه زمین برای کشاورزی آماده می‌شود.
از آنجا که چوب مرده بهتر از چوب زنده می‌سوزد، در این روش، کشاورزان نخست در آغاز فصل خشکی، در تنه درختان با تیشه و تبر شکاف‌های عمیقی ایجاد می‌کنند و بعد از چند ماه که درخت مرده یا نیمه‌مرده شد، آن را می‌سوزانند.
از روش ببروبسوز بیشتر در کشاورزی نوبتی استفاده می‌شود. کشاورزی نوبتی یکی از روش‌های کشت و کار در اراضی موقت است که زمین بعد از استفاده برای کشاورزی، برای بازگشت به وضعیت سبزینگی طبیعی پیشین رها می‌شود. برای بریدن و سوزاندن، کشاورزان ابتدا اقدام به جمع‌آوری بخش‌های علفی گیاهان از جمله برگ‌ها می‌کنند و سپس آنها را آتش می‌زنند. در خاتمه درختان بزرگ را قطع نموده و از محوطه خارج می‌سازند یا می‌سوزانند و از خاکستر گیاهی حاصله برای تقویت خاک سود می‌جویند. پس از آماده‌سازی بستر معمولاً به کاشت گیاهان مورد نظر با استفاده از فوکا یا میخ نشا می‌پردازند ولی هیچگاه اقدام به شخم با گاوآهن نمی‌نمایند.
در چارچوب روش بریدن و سوزاندن، برخی کشاورزان به تراشیدن زمین و سپس عملیات شخم و آماده‌سازی بستر کاشت می‌پردازند و هیچگاه اقدام به سوزاندن نمی‌نمایند.
بر پایه آمارها، در سراسر جهان، بین ۲۰۰ تا ۵۰۰ میلیون نفر از روش بریدن و سوزاندن جنگل‌ها برای کشاورزی استفاده می‌کنند. که بسیاری از آن مربوط به جنگل‌های آمازون است.